# Vještica iz Endora
Vještica iz Endora (hebr. ‎‎‎בַּעֲלַת־אֹוב בְּעֵין דּוֹר), prema Bibliji, žena koju je posjetio židovski kralj Šaul kako bi mu pomogla prizvati duh proroka Samuela da mu dadne savjet uoči predstojeće bitke protiv Filistejaca premda je sam Šaul zabranio praksu nekromancije u svom kraljevstvu i protjerao sve čarobnjake iz njega. Budući da je pogazio riječ danu Bogu i dopustio vještici prizivanje Samuelova duha, njegov duh mu je poručio da ga je Bog napustio i da će poginuti u presudnoj bitci zajedno s trojicom svojih sinova.
Vještica iz Endora nije imenovana u Prvoj knjizi o Samuelu, ali je njen identitet predstavljen u rabinskoj židovskoj literaturi gdje se imenuje kao Zefanija, majka Abnerova. U toj literaturi se također prikazuje kao nekromantkinja koja je prizvala Samuelov duh iz svijeta mrtvih unutar prvih dvanaest mjeseci od njegove smrti.